# Pardaillan (Lot-et-Garonne)
Pour les articles homonymes, voir Pardaillan.
Pardaillan est une commune du Sud-Ouest de la France, située dans le département de Lot-et-Garonne, en région Nouvelle-Aquitaine.

## Géographie

### Localisation
Commune située en Guyenne dans le vignoble des Côtes de Duras.

### Communes limitrophes
Les communes limitrophes sont Saint-Sernin, Auriac-sur-Dropt, Duras, Monteton, Moustier, Saint-Jean-de-Duras, La Sauvetat-du-Dropt et Allemans-du-Dropt.
| Duras            | Saint-Sernin                           | Saint-Jean-de-Duras  |
| Auriac-sur-Dropt | Pardaillan                             | La Sauvetat-du-Dropt |
| Monteton         | Allemans-du-Dropt (par un quadripoint) | Moustier             |

### Climat
Pour des articles plus généraux, voir Climat de la Nouvelle-Aquitaine et Climat de Lot-et-Garonne.
Historiquement, la commune est exposée à un climat océanique aquitain.  
En 2020, Météo-France publie une typologie des climats de la France métropolitaine dans laquelle la commune est exposée à un climat océanique et est dans la région climatique Aquitaine, Gascogne, caractérisée par une pluviométrie abondante au printemps, modérée en automne, un faible ensoleillement au printemps, un été chaud (19,5 °C), des vents faibles, des brouillards fréquents en automne et en hiver et des orages fréquents en été (15 à 20 jours).
Pour la période 1971-2000, la température annuelle moyenne est de 12,6 °C, avec une amplitude thermique annuelle de 15,1 °C. Le cumul annuel moyen de précipitations est de 806 mm, avec 11,3 jours de précipitations en janvier et 6,4 jours en juillet. Pour la période 1991-2020, la température moyenne annuelle observée sur la station météorologique la plus proche, située sur la commune de Port-Sainte-Foy-et-Ponchapt à 21 km à vol d'oiseau, est de 13,8 °C et le cumul annuel moyen de précipitations est de 809,4 mm,. Pour l'avenir, les paramètres climatiques de la commune estimés pour 2050 selon différents scénarios d’émission de gaz à effet de serre sont consultables sur un site dédié publié par Météo-France en novembre 2022.

## Urbanisme

### Typologie
Au 1er janvier 2024, Pardaillan est catégorisée commune rurale à habitat très dispersé, selon la nouvelle grille communale de densité à sept niveaux définie par l'Insee en 2022.
Elle est située hors unité urbaine et hors attraction des villes,.

### Occupation des sols

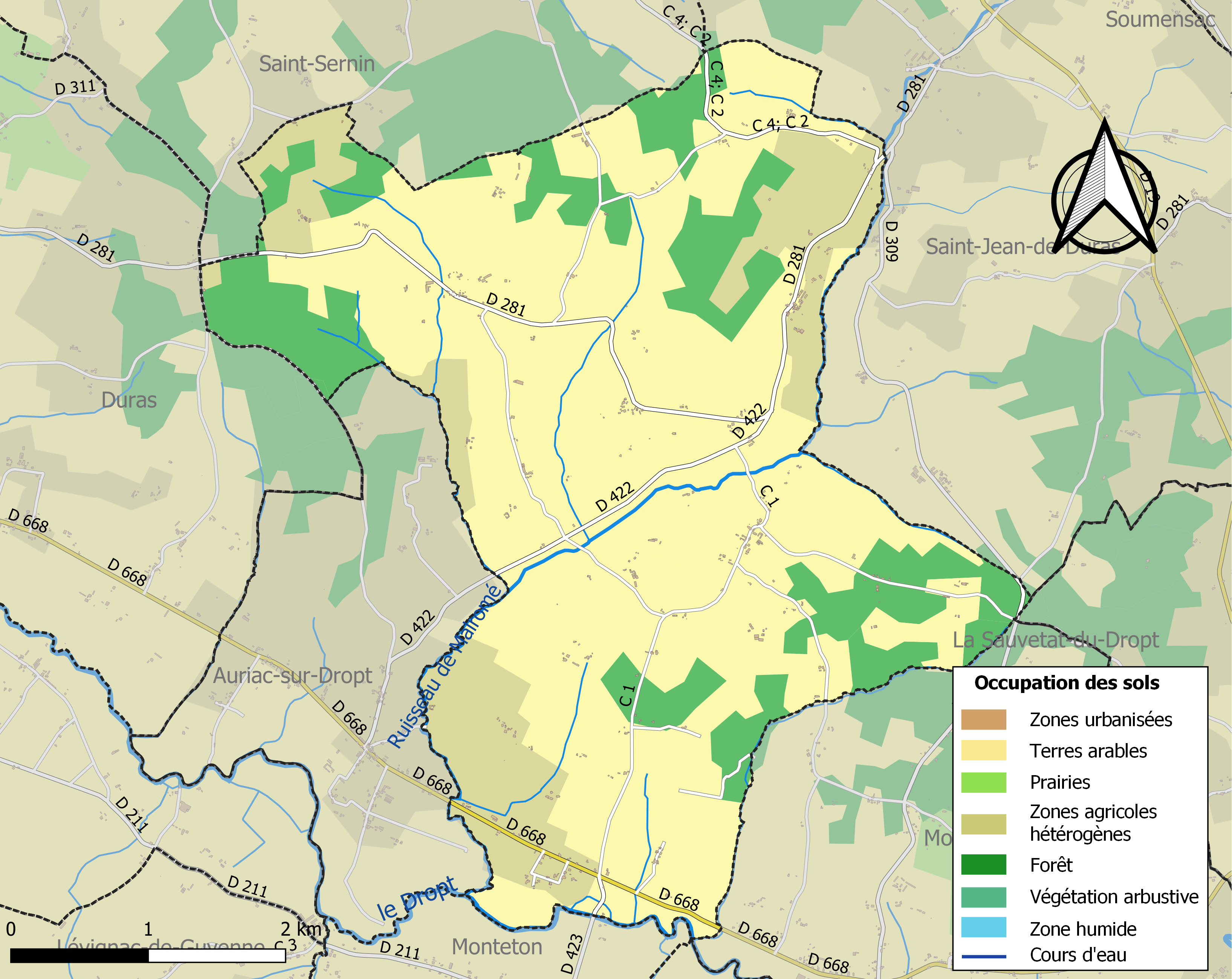
Carte des infrastructures et de l'occupation des sols de la commune en 2018 (CLC).

L'occupation des sols de la commune, telle qu'elle ressort de la base de données européenne d’occupation biophysique des sols Corine Land Cover (CLC), est marquée par l'importance des territoires agricoles (82,2 % en 2018), une proportion sensiblement équivalente à celle de 1990 (82,3 %). La répartition détaillée en 2018 est la suivante : 
terres arables (64 %), forêts (17,8 %), zones agricoles hétérogènes (15 %), cultures permanentes (3,1 %). L'évolution de l’occupation des sols de la commune et de ses infrastructures peut être observée sur les différentes représentations cartographiques du territoire : la carte de Cassini (XVIIIe siècle), la carte d'état-major (1820-1866) et les cartes ou photos aériennes de l'IGN pour la période actuelle (1950 à aujourd'hui).

### Risques majeurs
Le territoire de la commune de Pardaillan est vulnérable à différents aléas naturels : météorologiques (tempête, orage, neige, grand froid, canicule ou sécheresse), inondations, mouvements de terrains et séisme (sismicité très faible). Un site publié par le BRGM permet d'évaluer simplement et rapidement les risques d'un bien localisé soit par son adresse soit par le numéro de sa parcelle.
Certaines parties du territoire communal sont susceptibles d’être affectées par le risque d’inondation par une crue à  débordement lent de cours d'eau, notamment le Dropt et le Ruisseau de Malromé. La commune a été reconnue en état de catastrophe naturelle au titre des dommages causés par les inondations et coulées de boue survenues en 1982, 1983, 1999, 2009 et 2018,.
Les mouvements de terrains susceptibles de se produire sur la commune sont des affaissements et effondrements liés aux cavités souterraines (hors mines) et des tassements différentiels. Afin de mieux appréhender le risque d’affaissement de terrain, un inventaire national permet de localiser les éventuelles cavités souterraines sur la commune.

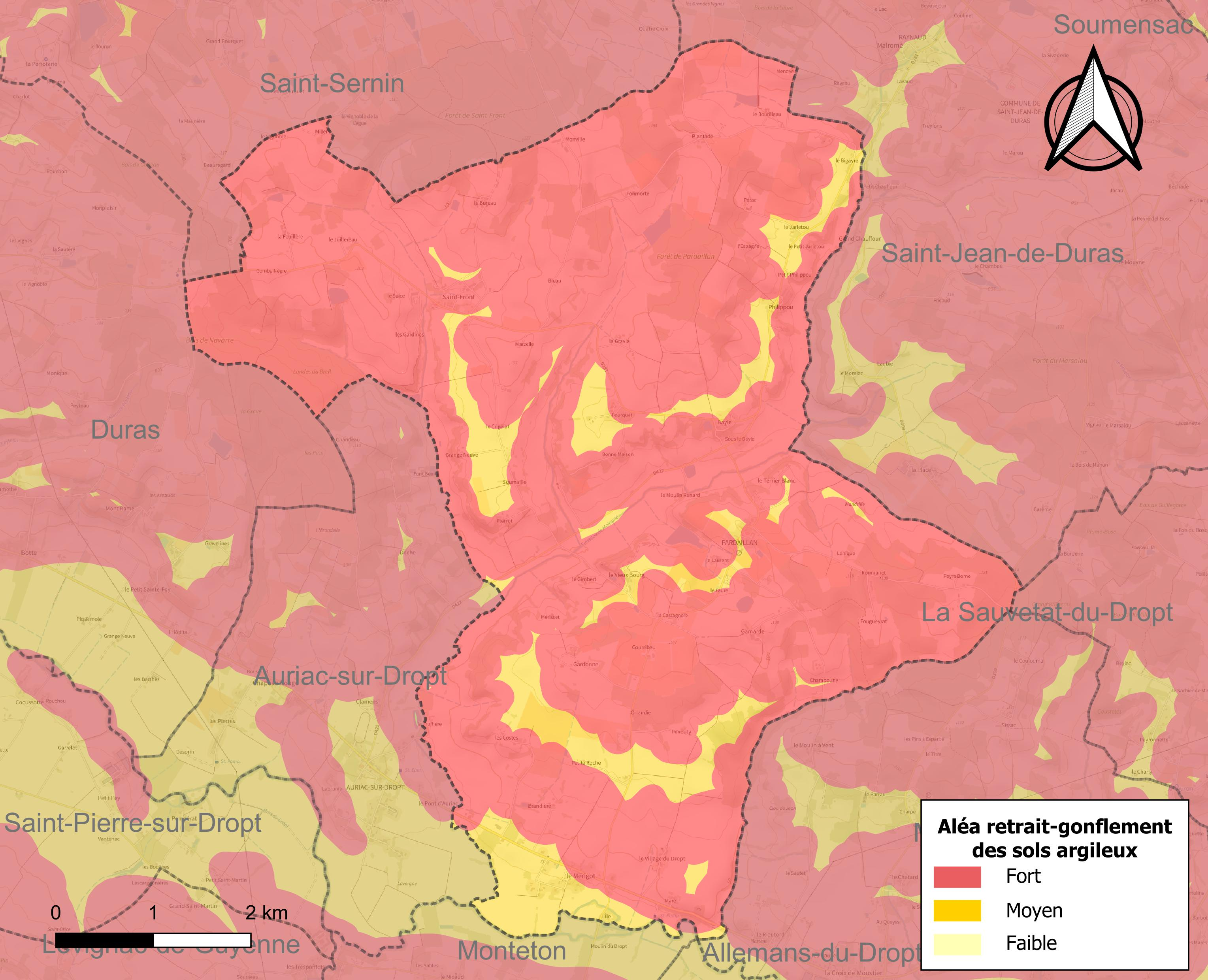
Carte des zones d'aléa retrait-gonflement des sols argileux de Pardaillan.

Le retrait-gonflement des sols argileux est susceptible d'engendrer des dommages importants aux bâtiments en cas d’alternance de périodes de sécheresse et de pluie. La totalité de la commune est en aléa moyen ou fort (91,8 % au niveau départemental et 48,5 % au niveau national). Depuis le 1er octobre 2020, en application de la loi ELAN, différentes contraintes s'imposent aux vendeurs, maîtres d'ouvrages ou constructeurs de biens situés dans une zone classée en aléa moyen ou fort,.
Concernant les mouvements de terrains, la commune a été reconnue en état de catastrophe naturelle au titre des dommages causés par la sécheresse en 1989, 2011 et 2017 et par des mouvements de terrain en 1999.

## Toponymie
Le nom de la commune provient du nom du château qui a donc donné le nom à la commune

Le nom de Pardaillan proviendrait d'un anthroponyme latin, Pardalius ou Pardelius, formé probablement sur les substantifs latins pardus qui désigne un léopard ou pardalis qui désigne une panthère.
En occitan, le nom de la commune s'écrit Pardalhan et se prononce à l'identique.

## Politique et administration
| Période                                  | Période   | Identité     | Étiquette | Qualité     |
| ---------------------------------------- | --------- | ------------ | --------- | ----------- |
| mars 1971                                | mars 1989 | Jean Delage  |           | Agriculteur |
| mars 1989                                | En cours  | Serge Cadiot |           | Agriculteur |
| Les données manquantes sont à compléter. |           |              |           |             |

## Démographie
Les habitants sont appelés les Pardaillannais.
L'évolution du nombre d'habitants est connue à travers les recensements de la population effectués dans la commune depuis 1793. Pour les communes de moins de 10 000 habitants, une enquête de recensement portant sur toute la population est réalisée tous les cinq ans, les populations de référence des années intermédiaires étant quant à elles estimées par interpolation ou extrapolation. Pour la commune, le premier recensement exhaustif entrant dans le cadre du nouveau dispositif a été réalisé en 2006.

En 2022, la commune comptait 334 habitants, en évolution de +8,79 % par rapport à 2016 (Lot-et-Garonne : −0,18 %, France hors Mayotte : +2,11 %).
| 1793 | 1800 | 1806 | 1821 | 1831  | 1836  | 1841  | 1846  | 1851 |
| ---- | ---- | ---- | ---- | ----- | ----- | ----- | ----- | ---- |
| 856  | 747  | 730  | 712  | 1 041 | 1 023 | 1 068 | 1 034 | 933  |

| 1856 | 1861 | 1866 | 1872 | 1876 | 1881 | 1886 | 1891 | 1896 |
| ---- | ---- | ---- | ---- | ---- | ---- | ---- | ---- | ---- |
| 892  | 831  | 840  | 807  | 818  | 748  | 704  | 640  | 629  |

| 1901 | 1906 | 1911 | 1921 | 1926 | 1931 | 1936 | 1946 | 1954 |
| ---- | ---- | ---- | ---- | ---- | ---- | ---- | ---- | ---- |
| 618  | 640  | 640  | 513  | 504  | 543  | 543  | 538  | 521  |

| 1962 | 1968 | 1975 | 1982 | 1990 | 1999 | 2006 | 2011 | 2016 |
| ---- | ---- | ---- | ---- | ---- | ---- | ---- | ---- | ---- |
| 418  | 357  | 318  | 325  | 316  | 312  | 314  | 333  | 307  |

| 2021 | 2022 | - | - | - | - | - | - | - |
| ---- | ---- | - | - | - | - | - | - | - |
| 328  | 334  | - | - | - | - | - | - | - |

## Lieux et monuments
- L'église Notre-Dame, chapelle d'un ancien couvent bénédictin aujourd'hui disparu, a été construite au XVIe siècle en style gothique ; d'aspect extérieur assez massif et sans motifs architecturaux, elle présente un intérieur de style gothique flamboyant[28].

Contre le mur de l’emban de l'église, est accolé le monument aux morts communal commémoratif de la Première Guerre mondiale dont la forme est une carte de France.
- L'église Saint-Front, située dans le lieu-dit qui en tire son nom, dans le nord-ouest du territoire communal, est une petite église romane, anciennement église paroissiale et devenue annexe de Notre-Dame, constituée d'une simple nef sans transept ni bas-côtés et surmontée d'un clocher-mur à trois baies[29].
- Le château de Pardaillan était une forteresse médiévale du Xe siècle dont il ne reste aujourd'hui qu'une tour ruinée[30].
- Moulin de Fourquet reconverti en pigeonnier.

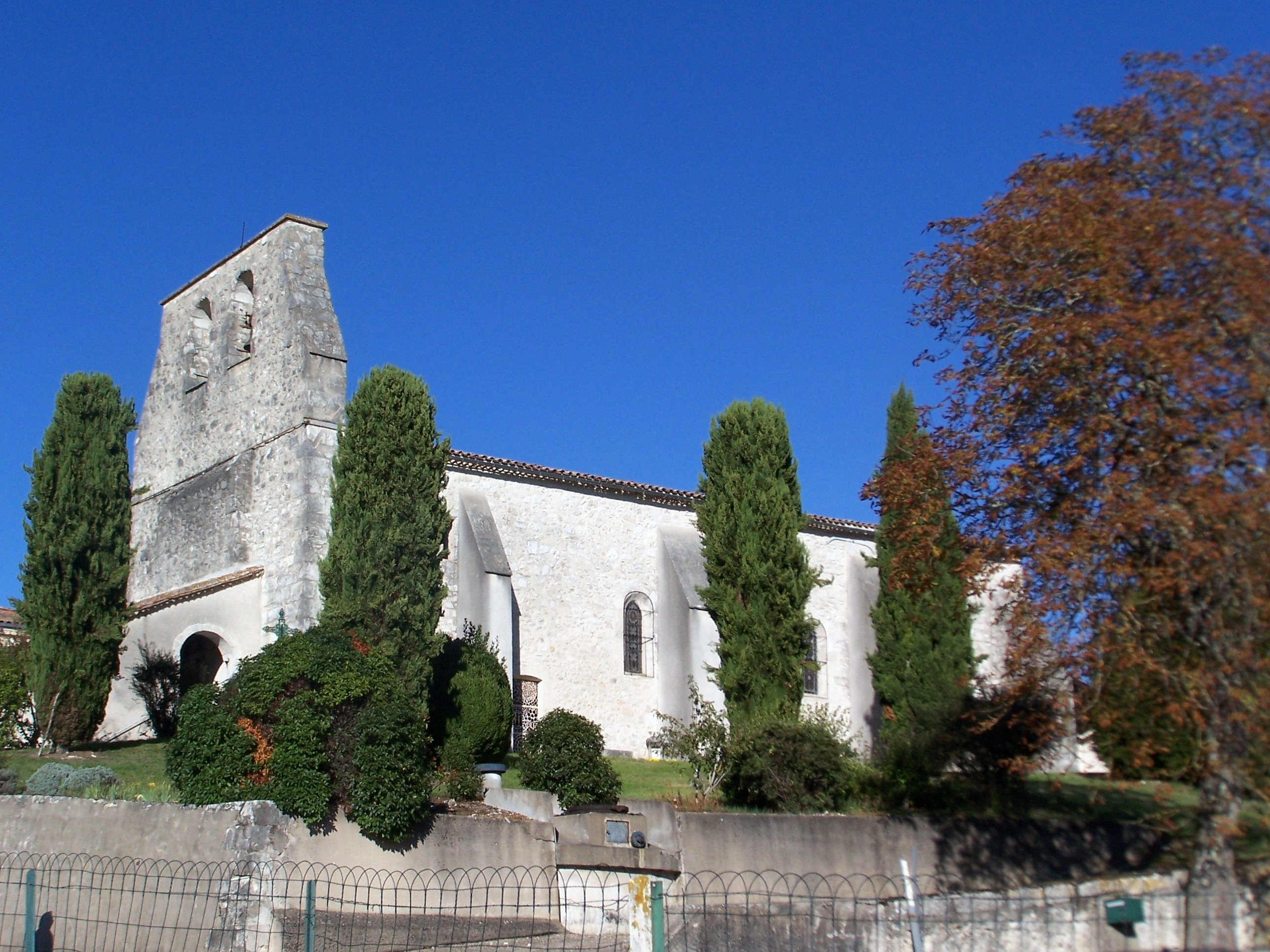
L'église Notre-Dame (septembre 2015)
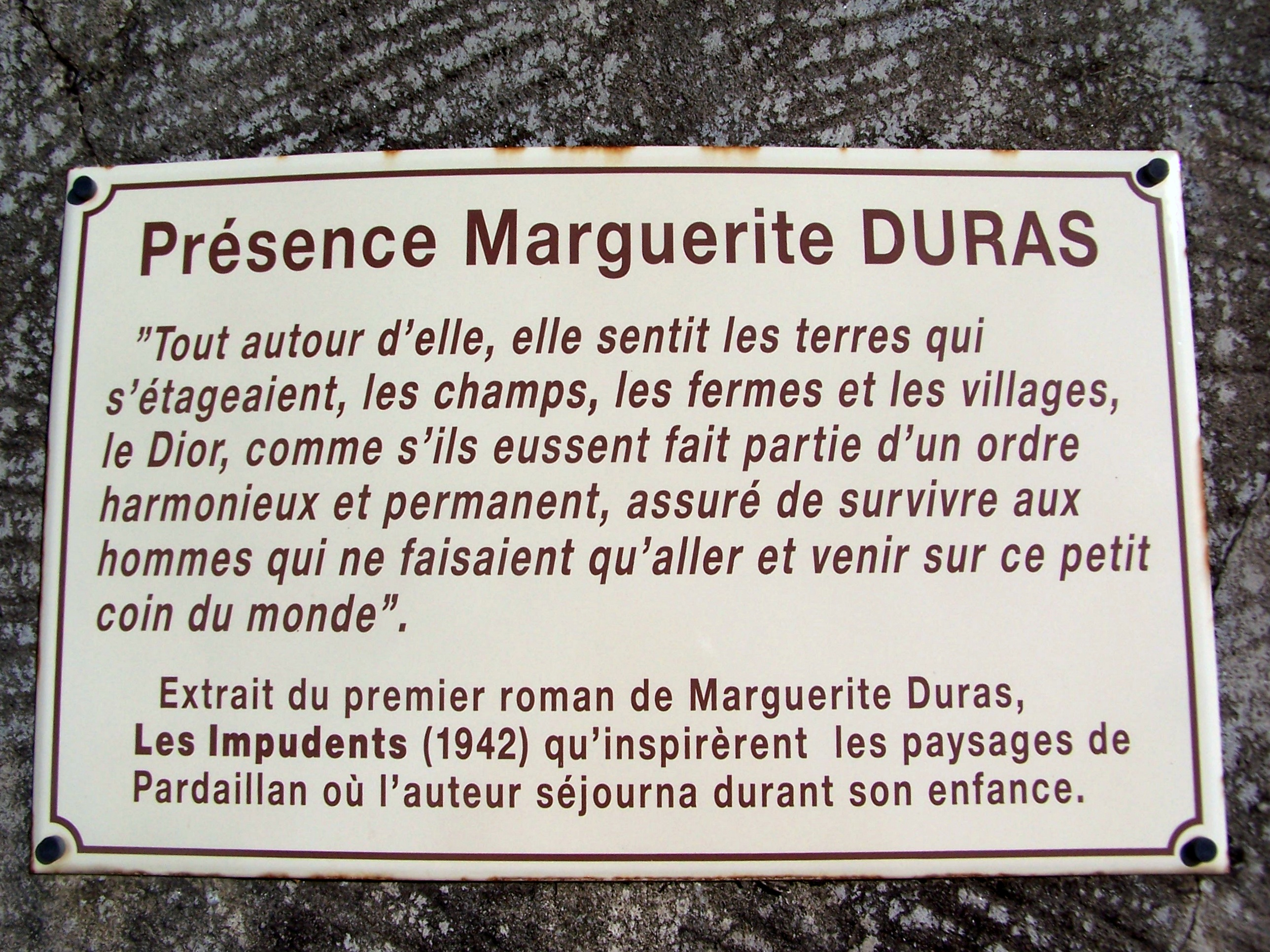
Plaque commémorative à Marguerite Duras (septembre 2015)
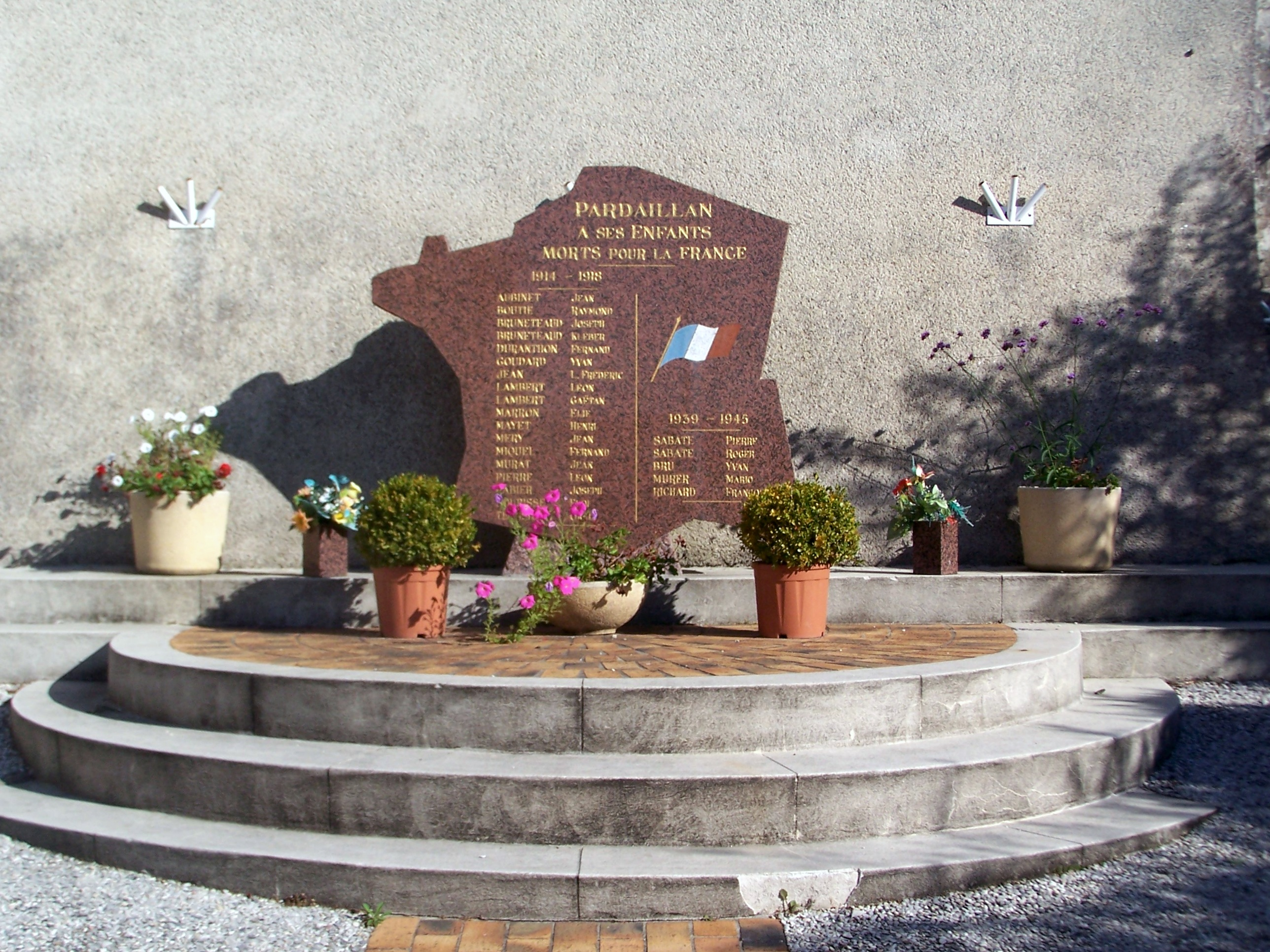
Le monument aux morts devant l’emban de l'église (septembre 2015)

## Personnalités liées à la commune
- Marguerite Duras (1914-1996)‚ écrivain‚ y séjourna pendant deux ans, entre ses 8 et 10 ans‚ dans la maison de son père (au Plantier)‚ après l'enterrement de ce dernier, en 1921, et avant son retour en Indochine, en 1924.